# Рік Гонсалес
Рік Гонсалес (англ. Rick Gonzalez, нар. 30 червня 1979, Нью Йорк, США) — американський актор і музикант. Він відомий своїми ролями Тімо Круза у фільмі «Тренер Картер», ролі Іспанця в «Старе загартування», ролі Бена Гонсалеса в надприродному драматичному телесеріалі The CW «Жнець». У 2016—2020 роках він зіграв супергероя Рене Раміреса/Дикого Пса в драматичному серіалі CW про супергероїв «Стріла». У 2021 році він знявся в екранізації серіалу «Втрачений символ». У 2022 році він приєднався до акторського складу серіалу «Закон і порядок: Організована злочинність» у ролі детектива Боббі Рейєса.

## Біографія
Гонсалес народився в Нью-Йорку, домініканського та пуерториканського походження. Його батьки познайомилися у Вашингтоні, округ Колумбія, де й одружилися. Вони переїхали та оселилися в районі Бушвік у Брукліні, де виростили Гонсалеса. Пізніше його батьки розлучилися. Живучи в Брукліні, він відвідував початкову та середню школу. З самого дитинства Гонсалес влаштовував імпровізовані «шоу» для своєї родини та брав участь у всіх шкільних виставах. Його вчителі зіграли важливу роль у тому, щоб переконати Гонсалеса подати заявку та спробувати вступити до Вищої школи сценічних мистецтв LaGuardia, на якій базується Fame на Мангеттені. Він зробив, як пропонували, і його прийняли. У 1997 році він закінчив навчання і почав займатися акторською кар'єрою.

## Кар'єра

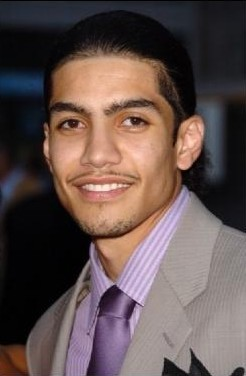
Gonzalez in 2005

## Фільмографія
| Рік       |    | Українська назва                           | Оригінальна назва                 | Роль              |
| --------- | -- | ------------------------------------------ | --------------------------------- | ----------------- |
| 1997      | с  | Ілюзія вбивства                            | F/X: The Series                   |                   |
| 1998      | тф | Товстіший за кров                          | Thicker Than Blood                | Санчес            |
| 2000      | ф  | Мамбо кафе                                 | Mambo Café                        | Ріккі             |
| 2000      | ф  | Принц Центрального парку                   | Prince of Central Park            | Гангстер          |
| 2000      | с  | Закон і порядок: Спеціальний корпус        | Law & Order: Special Victims Unit | Альфонсо Карденас |
| 2000      | с  | Дотик ангела                               | Touched by an Angel               | Рамон             |
| 2000      | ф  | Крокодил Данді в Лос-Анджелесі             | Crocodile Dundee in Los Angeles   | Ганг              |
| 2000—2001 | с  | Бостонська громадськість                   | Boston Public                     | Хуан Хіггс        |
| 2001      | с  | Детектив Неш Бріджес                       | Nash Bridges                      | Гектор            |
| 2001      | с  | Швидка допомога                            | ER                                | Хорхе Ескалон     |
| 2002      | ф  | Новобранець                                | The Rookie                        | Руді Бонілла      |
| 2002      | ф  | Лавровий каньйон                           | Laurel Canyon                     | Луїза             |
| 2002      | с  | Щит                                        | The Shield                        | Лукас             |
| 2002      | с  | Баффі — переможниця вампірів               | Buffy the Vampire Slayer          | Томас             |
| 2003      | ф  | Байкери                                    | Biker Boyz                        | Прімо             |
| 2003      | ф  | Старе загартування                         | Old School                        | Іспанець          |
| 2004      | ф  | Метро Кафе                                 | Subway cafe                       | Вінсент Янг       |
| 2005      | ф  | Тренер Картер                              | Coach Carter                      | Тімо Круз         |
| 2005      | ф  | Війна світів                               | War of the Worlds                 | Вінсент           |
| 2005      | ф  | Роллери                                    | Roll Bounce                       | Напс              |
| 2006      | с  | CSI: Місце злочину                         | CSI: Crime Scene Investigation    | 1 епізод }}       |
| 2006      | ф  | До першого снігу                           | First Snow                        | Енді Лопес        |
| 2006      | ф  | Пульс                                      | Pulse                             | Стоун             |
| 2016      | с  | C.S.I.: Місце злочину Маямі                | CSI: Miami                        | Гектор Рівєра     |
| 2006      | ф  | На вашу увагу                              | For Your Consideration            | Калхейн Хост      |
| 2007      | ф  | Гра життя                                  | Game of Life                      | Джерардо          |
| 2007      | ф  | Те, що ми робимо, секретно                 | What We Do Is Secret              | Пет Сомер         |
| 2007      | ф  | Інстинкт помсти                            | Illegal Tender                    | Вілсон ДеЛеон     |
| 2007      | ф  | У долині Ела                               | In the Valley of Elah             | Технік            |
| 2007—2008 | с  | Жнець                                      | Reaper                            | Бен Гонсалес      |
| 2008      | ф  | Підвищення                                 | The Promotion                     | Ернесто           |
| 2008      | ф  | Гордість і слава                           | Pride and Glory                   | Еладіо Касадо     |
| 2009      | с  | Медіум                                     | Medium                            | Хуан Еспіноза     |
| 2010      | ф  | Уроки польоту                              | Flying Lessons                    | Бенжі             |
| 2010      | с  | Касл                                       | Castle                            | Міккі Карлсон     |
| 2010      | с  | Мертва справа                              | Cold Case                         | Tut 82            |
| 2010      | с  | Теорія брехні                              | Lie to Me                         | Пол Сампос        |
| 2010      | с  | Під прикриттям                             | Dark Blue                         | Менні Агілар      |
| 2010      | с  | Вся правда                                 | The Whole Truth                   | Ронні Сото        |
| 2011      | ф  | Квартира 143                               | Apartment 143                     | Пол Ортега        |
| 2011      | с  | Світлофор                                  | Traffic Light                     | Чарлі             |
| 2011      | с  | Захисниця                                  | The Protector                     | Джеймі Соса       |
| 2011      | с  | Шукачка                                    | The Closer                        | Бруно Перез       |
| 2011      | с  | Кістки                                     | Bones                             | Рік Кортез        |
| 2012      | тф | Погані дівчата                             | Bad Girls                         | Родріго           |
| 2012      | ф  | Прокляття моєї матері                      | The Guilt Trip                    | Марк              |
| 2012—2014 | с  | Темний пророк                              | Dark Prophet                      | Ді Джей           |
| 2013      | ф  | Роби свій хід                              | Make Your Move                    | Рене              |
| 2013      | с  | Блакитна кров                              | Blue Bloods                       | Ріккі             |
| 2013      | с  | Айронсайд                                  | Ironside                          | Платано           |
| 2013      | с  | NCIS: Полювання на вбивць                  | NCIS                              | Ленні Мачача      |
| 2014      | ф  | Початок                                    | Commencement                      |                   |
| 2014      | кф | Звинуватити це на вулицях                  | Blame It On The Streets           | Пайк              |
| 2014      | ф  | Віктор                                     | Victor                            | Пабло             |
| 2014      | с  | Раш                                        | Rush                              | Менні Маквіс      |
| 2015      | ф  | Правило листопада                          | November Rule                     | Нік               |
| 2015      | с  | Батл крик                                  | Battle Creek                      | Омар              |
| 2015      | с  | Пан Робот                                  | Mr. Robot                         | Айзек Вера        |
| 2016      | ф  | Вулиця 179                                 | 179th Street                      | Сантьяго          |
| 2016      | тф | Реабілітація поганого тата                 | Bad Dad Rehab                     | П'єрр             |
| 2016—2020 | с  | Стріла                                     | Arrow                             | Рене Рамірез      |
| 2017—2020 | с  | Легенди завтрашнього дня                   | Legends of Tomorrow               | Рене Рамірез      |
| 2017      | ф  | Двійкм                                     | Deuces                            | Пепрс             |
| 2021      | с  | Втрачений символ                           | The Lost Symbol                   | Нунз              |
| 2022—2025 | с  | Закон та порядок: Організована злочинність | Law & Order: Organized Crime      | Боббі Реєс        |
| 2023      | с  | Закон і порядок: Спеціальний корпус        | Law & Order: Special Victims Unit | Боббі Реєс        |
| 2025      | мф | Хижак: Вбивця вбивць                       | Predator: Killer of Killers       | Джон Торрес       |